# Disturbios del Zoot Suit

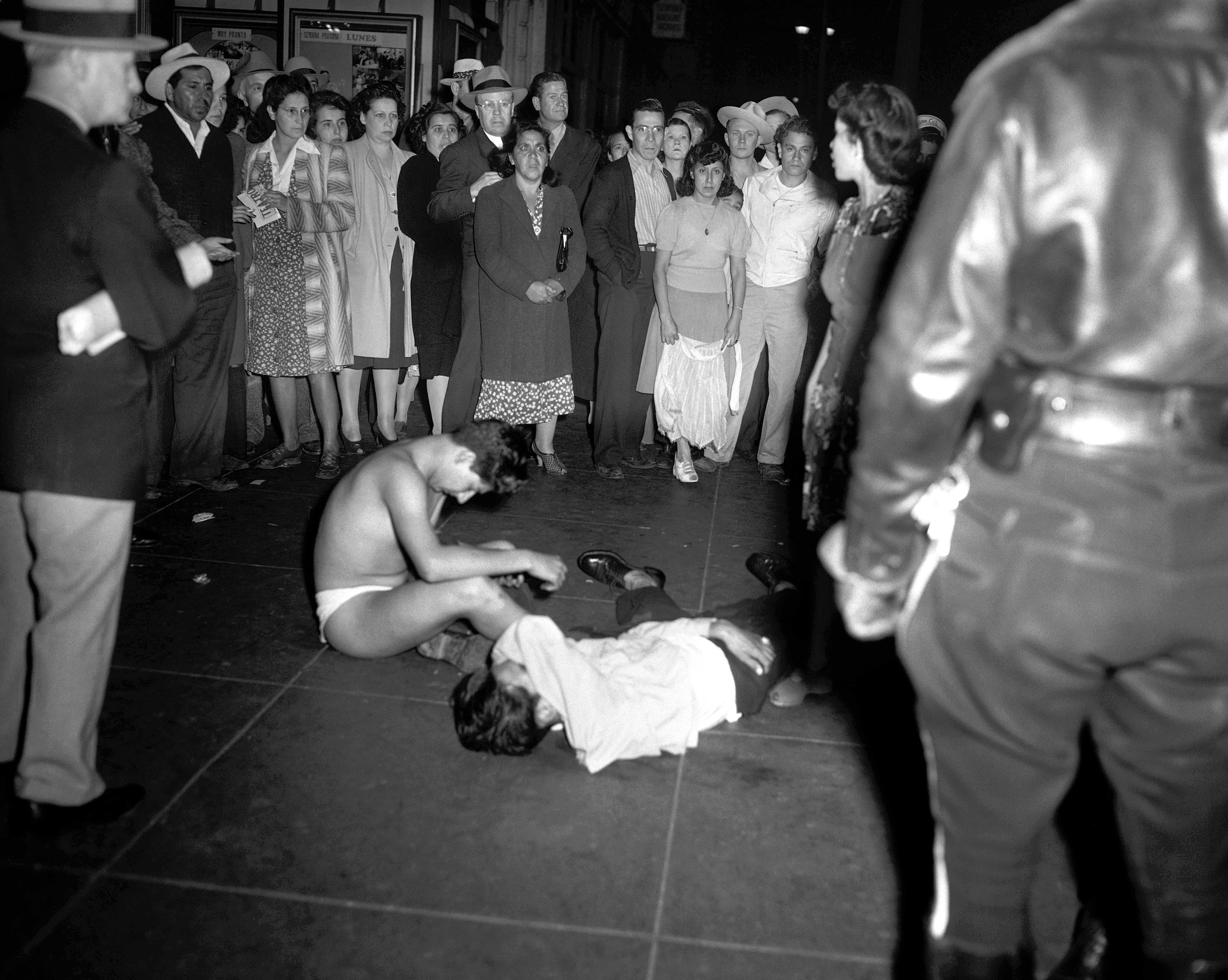
Dos niños quienes fueron golpeados durante los disturbios de Zoot Suit en Los Ángeles, California.

Los Disturbios del Zoot Suit consistieron en una serie de actos violentos en diferentes ciudades estadounidenses, que ocurrieron entre junio y agosto de 1943 contra los mexicano-estadounidenses y otras minorías etnoculturales que portaban una vestimenta particular llamada los zoot suits. Los actos violentos ocurrieron por primera vez en la ciudad de Los Ángeles el 3 de junio, entre militares que se encontraban  en permiso y jóvenes mexicano-americanos, pero al paso de los días se difundieron a otras ciudades e incluyó ataques contra afroamericanos y filipino-americanos. Estos ataques ocurrieron el 9 de junio en San Diego, en Filadelfia el 10 de junio, en Chicago el 15 de junio, en Evansville el 27 de junio, así como Beaumont, Texas y en Detroit, Míchigan para julio.

## Orígenes
Las diferentes tensiones raciales en Estados Unidos despertaron conflictos de diversa naturaleza al generarse movilización de tropas durante la Segunda Guerra Mundial. La concentración de tropas con destino al teatro de operaciones del pacífico en el suroeste de los Estados Unidos, un espacio con fuerte presencia de comunidades latinas, la mayoría concentrada en Los Ángeles, elevaba tensiones étnicas. En este contexto, la tensión aumentó con la cobertura nacional del juicio por el asesinato de "Sleepy Lagoon" en el verano de 1942; aunque la víctima era de origen mexicano, contribuyó a afianzar en sectores racistas un sentimiento anti-mexicano y creó una percepción de los mexicanos como violentos.

## Los disturbios
En la noche del 3 de junio en Los Ángeles, un grupo de soldados agredió a jóvenes mexicano-americanos que portaban los llamados Zoot Suits, los soldados dijeron a la policía que los chicanos los atacaron. Al día siguiente, un grupo de aproximadamente 200 soldados empezó a caminar por las calles de Los Ángeles y a atacar a cada chicano que encontraban usando un Zoot Suit. Los soldados golpearon con palos a las víctimas, humillando, torturando y quitándoles sus trajes para después quemarlos en una pila.
Pronto hubo más actos de violencia entre latinos y soldados en Los Ángeles. Por diez días cientos de mexicanos y mexicano-estadounidenses fueron atacados por vigilantes en sus propios barrios. A veces las víctimas incluyeron afroamericanos, filipinoamericanos y otras minorías que llevaban esta vestimenta. Sin embargo, la violencia cambió rápidamente hacia todos los latinos independientemente de la ropa e incluyó ataques contra mujeres y niños también. Por días la violencia continuó a pesar de la mayor presencia de la policía. Por un corto tiempo esta explosión de violencia étnica extendió a otras ciudades estadounidenses. Los disturbios terminaron en Los Ángeles en la segunda semana de junio de 1943.

## Reacciones

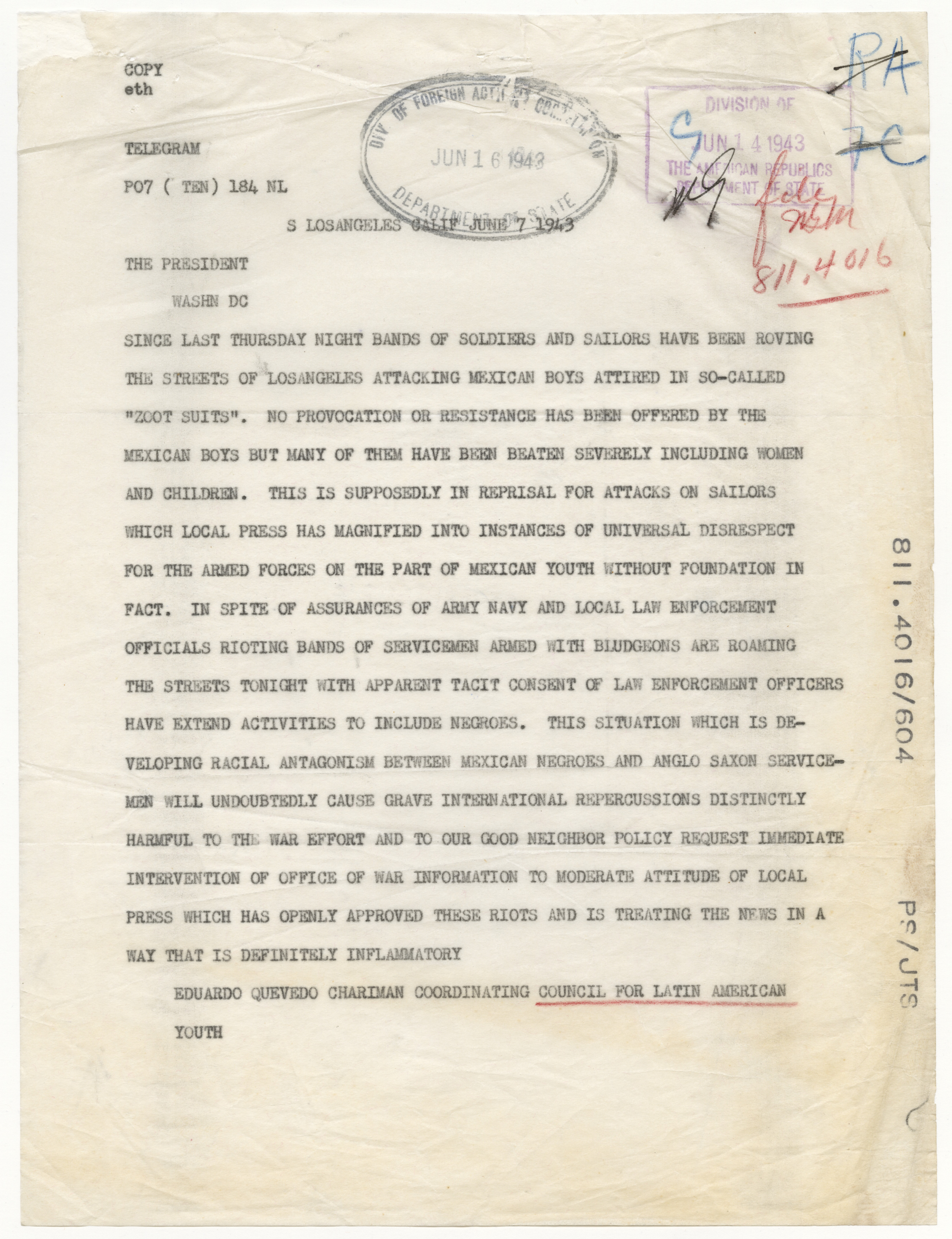
Carta de Eduardo Quevedo presidente del Consejo de juventud latinoamericana enviada al presidente Franklin Roosevelt para llamar su atención sobre los disturbios.

La mayoría de las reacciones de la prensa estadounidense apoyó las acciones de los soldados y justificó la violencia contra los latinos de Los Ángeles. Periódicos como The Washington Post describieron los chicanos atacados como hoodlums (matones) que provocaron la violencia.
Muchas historias en la prensa después del comienzo de los disturbios se concentraron en los arrestos de presuntos pandilleros, todos mayores de la edad mínima del servicio militar. El enfoque de estos ejemplos creó la percepción de que los latinos atacados y detenidos durante los disturbios había sido para evitar la conscripción y que eran, en su mayoría, delincuentes antipatrióticos.
Los ataques contra mexicanos y mexicano-estadounidenses en los disturbios llamó la atención del consulado mexicano en Los Ángeles, describiendo al gobierno mexicano los ataques contra nacionales mexicanos y la reacción de la prensa estadounidense. Organizaciones como el Consejo de juventud latinoamericana peticionó al presidente Franklin D. Roosevelt para terminar la violencia. Este episodio de violencia antimexicana amenazó a socavar la política de buena vecindad de la administración de Roosevelt. Sin embargo, el deseo del gobierno mexicano para mantener su relación económica beneficiosa con los Estados Unidos durante la Segunda Guerra Mundial resultó en una respuesta callada a los ataques.